# Pseudalus occidentalis
Pseudalus occidentalis là một loài bướm đêm thuộc phân họ Arctiinae, họ Erebidae.